# Siła taktyczna
Siła taktyczna (ang. Tactical Force) – amerykańsko-kanadyjski film sensacyjny z 2011 roku oparty na scenariuszu i reżyserii Adamo Paolo Cultraro. Wyprodukowany przez Vivendi Entertainment.

## Opis fabuły
Kapitan Frank Tate (Steve Austin) dowodzi czteroosobowym oddziałem SWAT. Jednostka zostaje skierowana na ćwiczenia w opuszczonej fabryce. W budynku nieoczekiwanie zjawiają się gangsterzy. Tate musi działać, zanim przestępcy zorientują się, że on i jego ludzie mają broń naładowaną ślepymi napojami.

## Obsada
- Stone Cold Steve Austin jako kapitan Frank Tate
- Michael Jai White jako sierżant Hunt
- Candace Elaine jako Ilya Kalashnikova
- Lexa Doig jako Jannard
- Steve Bacic jako Blanco
- Michael Shanks jako Demetrius
- Michael Eklund jako Kenny
- Darren Shahlavi jako Storato
- Adrian Holmes jako Lampone
- Peter Kent jako Vladimir

i inni